# Star Guitar
Star Guitar is een nummer van The Chemical Brothers, uitgebracht op 14 januari 2002 door het platenlabel Freestyle Dust. Het nummer behaalde de 8e positie in de UK Singles Chart.